# 恰穆魯戰役
恰穆魯戰役發生於1413年7月5日，為鄂圖曼帝國大空位期間的最後一場戰役，他決定了哪個同為巴耶濟德一世的繼承人──穆薩·切萊比與穆罕默德·切萊比──將能統一鄂圖曼帝國，並當上該帝國的唯一統治者。

## 戰役經過
在鎮壓了朱奈德貝伊的叛亂後，穆罕默德·切萊比在安卡拉召集了他的軍隊。在那裏，他與他在杜勒卡迪爾侯國的岳父開始策畫入侵魯米利亞（鄂圖曼的歐洲部分）：穆薩·切萊比的據點。穆罕默德往布爾薩進發時，一些安納托利亞西部的軍隊加入了他；到達海峽後，穆罕默德透過從拜占庭皇帝曼努埃爾二世借來的船隻通過，後者也給前者一些軍隊援助之。後來穆罕默德將軍隊從君士坦丁堡移動至埃迪爾內，後進軍科索沃。在那裏，他與他的盟友（也是他同父異母的叔叔）史蒂芬·拉扎列維奇聯手，並透過埃維諾斯那裡收到任何有關戰爭期間可能出現的叛逃訊息。
雙方在今保加利亞的薩莫科夫附近的恰穆魯交戰。一開始因為帕夏·伊吉特與錫南貝伊的叛逃使得穆薩軍占了上風，但在塞爾維亞與拜占庭援軍的助攻下，最後穆薩敗陣逃亡。

## 後續
戰爭結束後，穆薩·切萊比被捕、正法；而在穆罕默德·切萊比的控制下，鄂圖曼帝國得以恢復一統。

## 註腳
1. ↑  International encyclopaedia of Islamic dynasties, Ed. Nagendra Kr Singh, (Anmol Publications Pvt.Ltd., 2005), 77.
2. ↑  .   [2022-07-15]. （原始内容存档于2020-11-29）.
3. ↑  Encyclopedia of Islam, Vol. 7, Ed. C. E. Bosworth, E. Van Donzel, W. P. Heinrichs and Ch. Pellat, (E.J.Brill, 1993), 699.
4. ↑  Bertold Spuler, Frank Ronald Charles Bagley, Hans Joachim Kissling, The Last Great Muslim Empires: History of the Muslim World, (Markus Weiner Publishers, 1996), 14.
5. ↑  Nicol, Donald MacGillivray, The last centuries of Byzantium, 1261–1453, (Cambridge University Press, 1972), 327.
6. ↑  First Encyclopaedia of Islam 1913–1936, Ed. M. Th Houtsma, (BRILL, 1993), 658.